# 法國航空博物館
法國航空博物館（法語：Musée de l'Air et de l'Espace）是位於法國首都巴黎郊外勒布爾熱機場的一個博物館，以飛機和航太為展示主題。博物館的展品數達到19,595件，展示了自中世紀時期的飛行器至協和式世紀的各個時代的展品，並且展示了各個時期的飛機。

## 外部連結
- Official website （页面存档备份，存于） （法文）
- Official website in English, currently not fully translated （页面存档备份，存于）